# Doleschallia gurelca
Doleschallia gurelca är en fjärilsart som beskrevs av Smith och Kirby 1893. Doleschallia gurelca ingår i släktet Doleschallia och familjen praktfjärilar. Inga underarter finns listade i Catalogue of Life.